# 天津南开学校鹏飞学校
天津南开学校鹏飞学校，成立于2024年6月，位于天津市南开区黄河道472号，是天津南开学校教育集团在天津市南开区创办的第一所全日制公办完全中学，隶属于天津市南开区教育局。

## 历史
山西鹏飞集团有限公司在天津市南开区建设的某地产项目后，与天津市南开区教育局、天津市南开中学、天津市南开区中营小学合作建设一所九年一贯制配套学校。2024年6月，天津南开学校鹏飞学校正式成立。
2025年6月，南开大学数学科学学院与天津南开学校鹏飞学校共建协同育人基地。